# Hymenomima carneata
Hymenomima carneata là một loài bướm đêm trong họ Geometridae.